# Kiautschoupidgin
Kiautschoupidgin var ett tyskbaserat pidginspråk som talades i Kiautschou, en förpaktad region i Kina.
Då Tyskland tog över Kiautschou, kunde väldigt få kineser något europeiskt språk. De som kunde, hade baskunskaper i pidginengelska. Kiautschoupidgin tog över engelska pidginspråket i slutet av 1890-talet. Pidginspråket spreds till andra tyska kolonier med arbetare från bl.a. Mikronesien. Språket dog ut efter första världskriget då Tyskland förlorade sina kolonier.
Det finns väldig få sampel om kiautschoupidgin.